# Арис (футбольный клуб, Салоники)
«А́рис» (греч. Α.Σ. Άρης Θεσσαλονίκης) — греческий футбольный клуб, основанный 25 марта 1914 года в городе Салоники.

## История

### Золотая эра 1920—1950
Клуб был создан группой из 12 молодых друзей 25 марта 1914 года и получил название в честь бога войны Ареса, в связи с недавней победной балканской войной, а также из-за того, что в греческой мифологии Арес — это божество, которое находится в конфликте с Гераклом, мифологическим персонажем, в честь которого был назван их главный соперник футбольная команда Ираклис, который тоже представляет город Фессалоники. Очень быстро клуб стал популярным, и вскоре были созданы новые подразделения клуба, кроме футбольного.
Тогда в Греции не было создано ни одной профессиональной лиги, существовали только три неполноценные лиги (Македонская, Афинская и Пирейская), после прохождения которых чемпионы каждой лиги принимали участие в турнире между собой, победитель которого получал звание национального чемпиона. До 1959 года, когда была создана общенациональная Альфа Этника, Арису удалось стать чемпионом в Салониках 14 раз, а первое национальное золото пришло в 1928 году, когда Арис победил чемпиона Афин Атромитос и Пирея — Этникос. Второй чемпионат они выиграли в 1932 году, обыграв Олимпиакос и Панатинаикос и уступив лишь один матч. Свой третий титул получили в 1946 году во время греческой гражданской войны, играя против двух команд: АЕК из Афин и «Олимпиакос» из Пирея, чемпионов двух других внутренних лиг. С момента создания первого дивизиона Арис не выиграл больше ни одного чемпионата Греции.

### 1950—1980

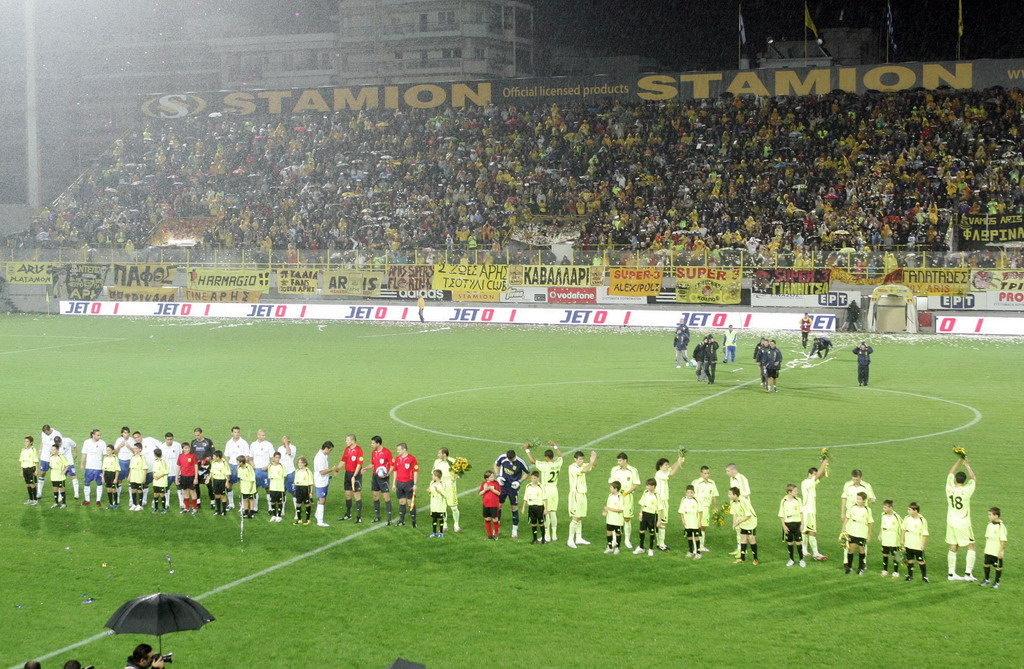
Матч Арис — Сарагоса на стадионе Клеантис Викелидис

Статус «Ариса» оставался высоким в течение этого периода, он был отмечен строительством современного стадиона Клеантис Викелидис, названного в честь одноимённого легендарного клубного игрока.
Являясь одним из самых титулованных клубов в Греции, Арис получил право на участие в европейских турнирах. Клуб занимал высокие места в Лиге в 60-х и 70-х, с пиком в 1970 году, когда удалось взять Кубок Греции в финальном матче против ПАОКа, на стадионе Кафтатзоглио.
В семидесятые Арис стал ведущим клубом. Среди наиболее важных достижений того периода — победа над Бенфикой и Перуджей в Кубке УЕФА 1980 года. В результате Арис стал первым греческим клубом, который одержал победу в Италии.
В 1980 году Арис потерял прекрасную возможность получить четвёртый титул чемпиона, когда получив по итогам регулярного чемпионата одинаковое количество очков с Олимпиакосом, уступил афинскому клубу со счётом 2-0.

### 1980—современность
С середины 80-х в Арисе начался медленный спад, который в сочетании с заметными финансовыми проблемами (клуб находился на грани банкротства) привел к вылету клуба в Бета Этника в 1997 и 2005 годах. Оба раза Арису удавалось вновь занять своё место в числе великих греческих клубов в Суперлиге, а за последние пять лет клуб три раза получал право на участие в Кубке УЕФА. Кроме того, в 2003, 2005 и 2008 годах клуб доходил до финала национального кубка.
В год столетия в 2014 году Арис по финансовым причинам был вынужден опуститься до региональной лиги. Клуб в рекордные сроки вернулся в элитный дивизион и уже в 2019 году обеспечил себе место в Лиге Европы.
В сезоне 2020/21 Арис провёл самый успешный сезон в национальном чемпионате в своей современной истории, заняв 3-е место спустя ровно 40 лет.

## Ультрас
Основная группировка — Super 3. Друзья — «Ботев (Пловдив)», «Боруссия (Дортмунд)» (Unity) и «Сент-Этьен» (Green Angels). Также «Бока Хуниорс», «Бейтар (Иерусалим)». Враги: ПАОК (Салоники) («Дерби Северной Греции»), АЕК (Афины), «Панатинаикос», «Олимпиакос», «Ираклис».

## Форма

### Домашняя
| 1921 | 1925 | 1931 | 1940    | 1954    | 1970    | 1978    | 1986    | 1994 | 1997 | 1999 |
| 2001 | 2007 | 2008 | 2019/20 | 2020/21 | 2021/22 | 2022/23 | 2023/24 |      |      |      |

### Гостевая
| 2019/20 | 2020/21 | 2021/22 | 2022/23 | 2023/24 |

### Резервная
| 2019/20 | 2020/21 | 2021/22 | 2022/23 | 2023/24 |

Источники:,

## Достижения
- Чемпион Греции (3): 1928, 1932, 1946
- Серебряный призёр Чемпионата Греции: 1930, 1933, 1980
- Бронзовый призёр Чемпионата Греции (9): 1938, 1949, 1953, 1969, 1974, 1979, 1981, 2021, 2022
- Обладатель Кубка Греции: 1970
- Финалист Кубка Греции (9): 1932, 1933, 1940, 1950, 2003, 2005, 2006, 2010, 2024,

## Состав
| №  |                 | Поз. | Имя                 | Год рождения |
| -- | --------------- | ---- | ------------------- | ------------ |
| 3  | Флаг Бразилии   | Защ  | Фабиано Лейсманн    | 1991         |
| 4  | Флаг Испании    | Защ  | Велес, Фран         | 1991         |
| 5  | Флаг Эквадора   | ПЗ   | Сифуэнтес, Хосе     | 1999         |
| 6  | Флаг Испании    | ПЗ   | Гарсия, Ману        | 1998         |
| 7  | Флаг Дании      | Нап  | Систо, Пионе        | 1995         |
| 8  | Флаг Испании    | ПЗ   | Мончу               | 1999         |
| 9  | Флаг Коста-Рики | Нап  | Самора, Альваро     | 2002         |
| 10 | Флаг Греции     | ПЗ   | Фетфацидис, Иоаннис | 1990         |
| 11 | Флаг Эквадора   | Нап  | Кике Саверио        | 1999         |
| 14 | Флаг Чехии      | Защ  | Якуб Брабец         | 1992         |
| 16 | Флаг Чехии      | ПЗ   | Дарида, Владимир    | 1990         |
| 17 | Флаг Чехии      | Защ  | Фридек              | 1992         |
| 18 | Флаг Испании    | Защ  | Валентино Фатторе   | 2001         |
| 19 | Флаг Швеции     | Нап  | Квайсон, Робин      | 1993         |

| №  |               | Поз. | Имя                     | Год рождения |
| -- | ------------- | ---- | ----------------------- | ------------ |
| 20 | Флаг Швеции   | Вр   | Сидклев                 | 2005         |
| 21 | Флаг Испании  | ПЗ   | Пардо, Рубен            | 1992         |
| 22 | Флаг Испании  | Защ  | Мальо                   | 1991         |
| 23 | Флаг Испании  | Вр   | Хулиан Куэста           | 1991         |
| 27 | Флаг Испании  | Защ  | Хуа́нКа́р                 | 1990         |
| 30 | Флаг Камеруна | ПЗ   | Жан Жюль                | 1998         |
| 31 | Флаг Греции   | Вр   | Костас Кириазис         | 2004         |
| 33 | Флаг Испании  | Защ  | Монтойя, Мартин         | 1991         |
| 41 | Флаг Греции   | Нап  | Теодор-Джордж Агорастос | 2005         |
| 77 | Флаг Греции   | Нап  | Михалис Панагидис       | 2004         |
| 80 | Флаг Испании  | Нап  | Морон Гарсия, Лоренсо   | 1993         |
| 92 | Флаг Франции  | Защ  | Роз, Линдсей            | 1992         |
| 99 | Флаг Сенегала | Нап  | Дайанди                 | 2006         |